# コリン・マクレー
コリン・スティール・マクレー（Colin Steele McRae, MBE, 1968年8月5日 - 2007年9月15日）は、イギリス（スコットランド）ラナーク出身のラリードライバー。1995年の世界ラリー選手権 (WRC) ドライバーズチャンピオン。WRC通算25勝は歴代5位。父のジミー・マクレー、弟のアリスター・マクレーもラリードライバーである。妻と2人の子供がいた。
リスクを恐れない攻めの走りと豪快なドリフト走行で世界的な人気を誇り、「マクラッシュ (McCrash) 」の愛称で呼ばれた。スバルのラリー活動の黄金期を支え、スバルのWRC初優勝、3度のマニュファクチャラータイトル獲得に貢献した。

## 経歴

### 現役生活

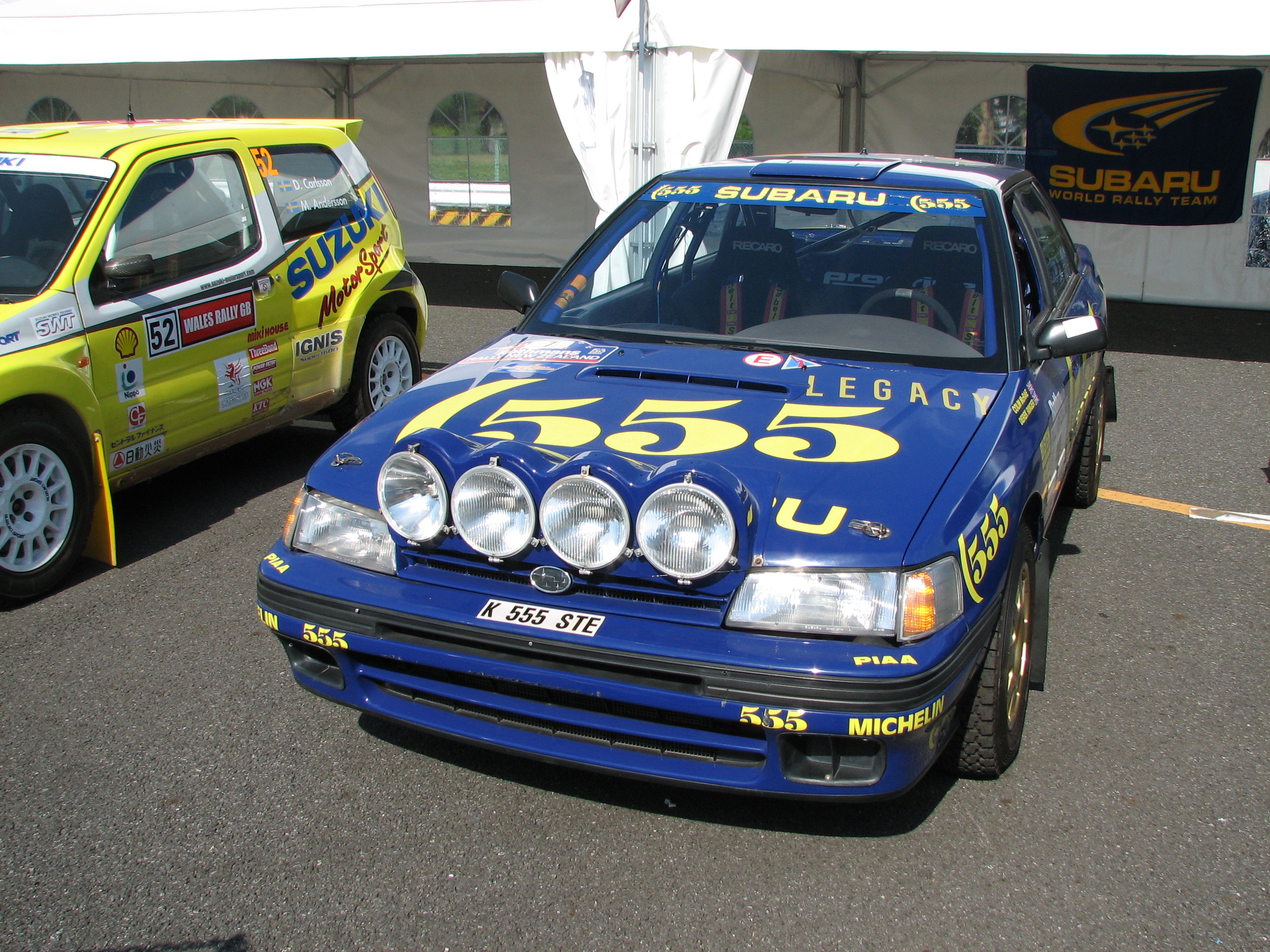
レガシィRS（1993年ラリー・ニュージーランド優勝車）

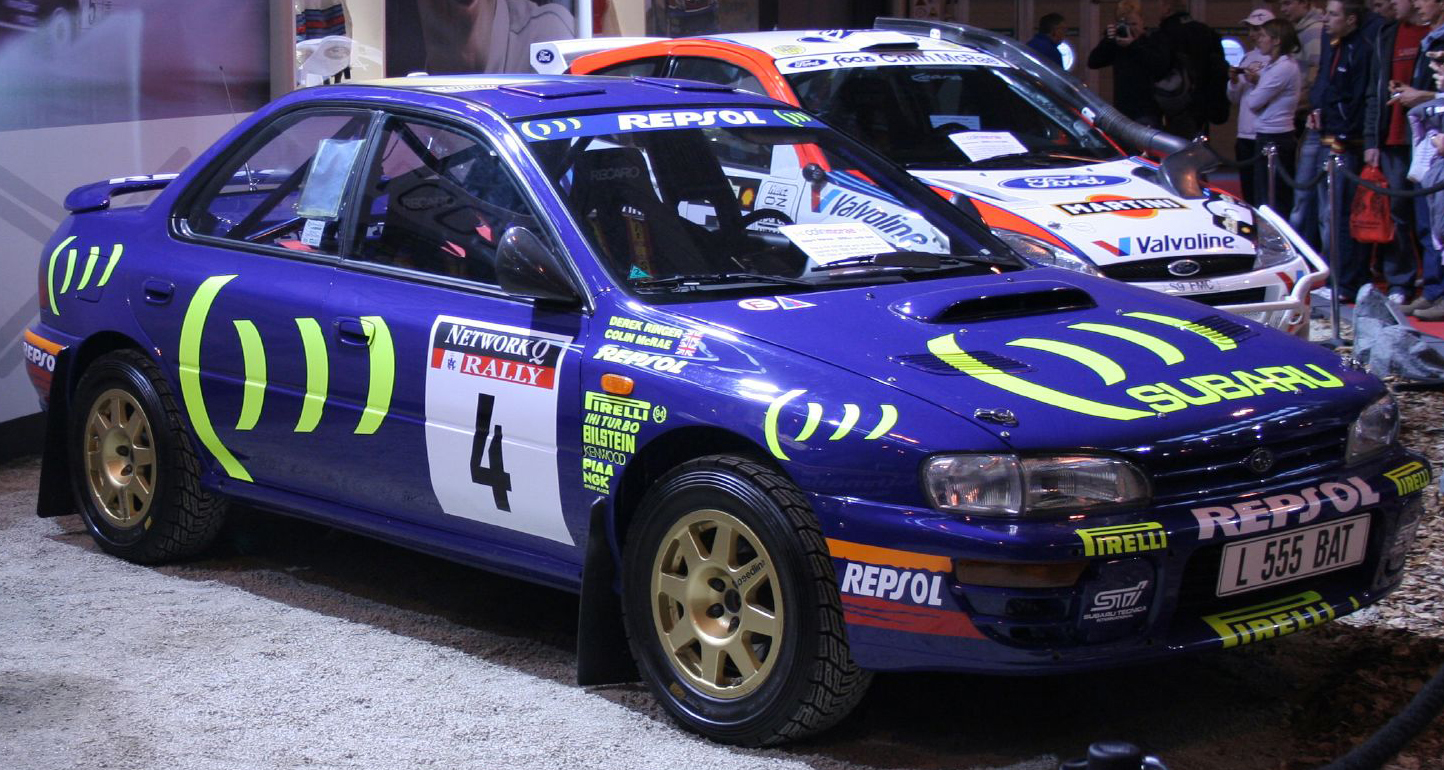
1995年のタイトルを獲得したインプレッサ

1985年からラリー参戦を開始。世界ラリー選手権 (WRC) 初参戦は1987年のスウェディッシュ・ラリー。スバル・プロドライブに才能を見出されて1991年に同チームに加入し、スバル・レガシィを駆って1991年・1992年の英国ラリー選手権を制覇。WRCにレギュラー参戦をはじめたばかりのスバルの若き期待の星として、しばしば目を見張るスピードを見せるものの、派手なクラッシュも多く「マクラッシュ (McCrash) 」と称された。
1993年のラリー・ニュージーランドで自身とスバルにとって初のWRC勝利を飾る。1995年にはイギリス人初、史上最年少（27歳109日）でのドライバーズチャンピオンを獲得し、スバルも初のマニファクチャラーズタイトルを獲得する。その功績により、1996年には大英帝国勲章第五位 (MBE) を受勲した。
1996年は3勝、1997年は5勝を挙げ、スバルのマニファクチャラーズタイトル3連覇に貢献するも、ドライバー部門では三菱のトミ・マキネンに次ぐランキング2位にとどまった。
1999年シーズンからフォードに移籍。マシン開発と並行しながらの参戦とあって、4年間に9勝を挙げるもタイトル獲得はならず。ラリー史上最高額と言われる契約金がフォードワークスの財政事情に大きな負担となり、放出の最大の原因ともなった。
2003年にはシトロエンから参戦、この時のコ・ドライバーはスバル時代を共に過ごしたデレック・リンガー。ラリー・モンテカルロでいきなり表彰台にあがるが、その後はチームメイトのセバスチャン・ローブやカルロス・サインツの影に隠れて精彩を欠き、シーズン終了後に同チームのシートを失った。
2004年、2005年には日産ワークスチームからダカール・ラリー（通称パリダカ）に参戦した。時折好タイムをマークするなど健在ぶりを見せ付けるも、2004年は途中でマシントラブルに見舞われ順位を大幅に下げ、2005年は前半首位を快走していたものの突如横転しリタイア。2005年限りで日産がダカール・ラリーから撤退したため、以後は参加することはなかった。しかしながら、2007年にX-raidと契約し、2008年に参加する予定だった。

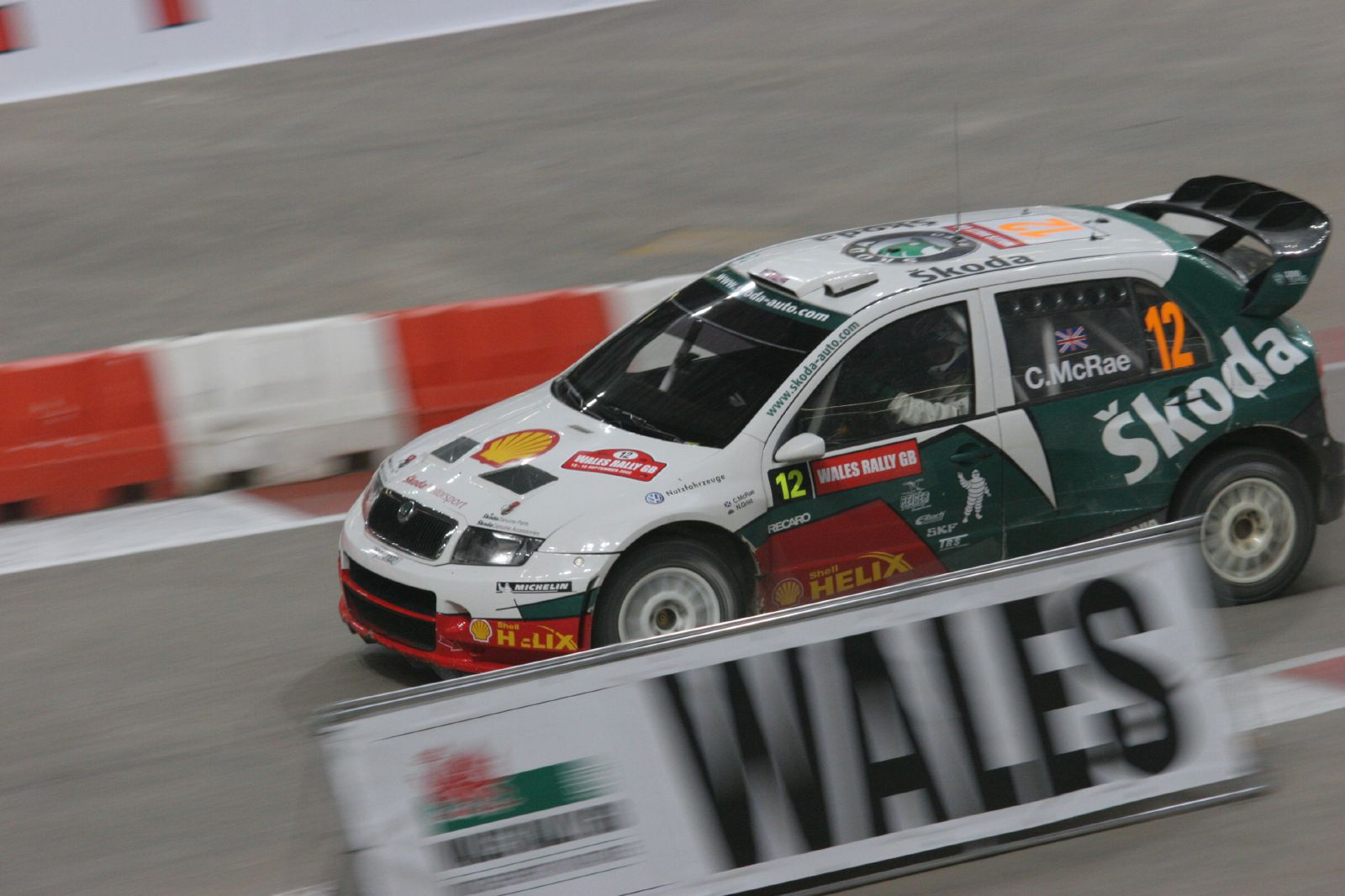
2005年のラリー・グレートブリテン、カーディフのミレニアム・スタディアムでシュコダを駆るマクレー

2004年以降WRCへの参戦は実現していなかったが、2005年に9月のラリーGBと11月のラリー・オーストラリアでシュコダ・ファビアWRCに乗りスポット参戦を果たした。オーストラリアではレグ3の午前中のサービスに入る時点まで3位を走行しており、マクレー自身はもとよりシュコダ勢では久しぶりの表彰台が期待されたが、マシントラブルでリタイアした。
2006年10月、シトロエンのセバスチャン・ローブがトレーニング中の骨折で欠場したため、13戦トルコに代理参戦した。しかし途中6位 - 7位と振るわず、最終日に電気系トラブルでリタイアし、1戦のみの参戦となった。
2006年にはXゲームズの新ステージ「ラリー」に出場。終始トップ争いをしていたが、最終ステージのジャンプの着地に失敗して横転。それでもすぐに体勢を立て直し、左フロントタイヤがパンクしながらステージを走りきり、横転したにもかかわらずわずか0.53秒差の2位でフィニッシュした（1位はトラビス・パストラーナ）。2007年も引き続き出場したが、準決勝で2年連続の横転を喫し敗退。結果的にバハ・スペインがマクレーにとっての最後のラリーとなった。

### 突然の事故死
2007年9月15日、自宅のあるラナーク周辺にて自身が操縦していた自家用ヘリが墜落し、39歳で死去。このヘリにはコリンの他に5歳の長男ジョニー、ジョニーの友達ベン・ポーセリ、マクレー家の古くからの友人グラエム・ダンカンも同乗していたが、地元警察により全員の死亡が確認された。
その死はいち早くインターネットで報じられ、モータースポーツ関係者には広い交友関係を持っていたこともあって、WRC関係者やファンのみならず世界中のモータースポーツに関わる人間に深い衝撃と悲しみを与えた。同い年のマーカス・グロンホルム、マクレーの次代チャンピオンで、ライバル関係にあったトミ・マキネン、フォード、シトロエン時代の同僚であったカルロス・サインツ、フォード時代から親交のあったペター・ソルベルグをはじめとするラリードライバーや各ワークスチームなどWRC関係者を中心に、同じスコットランド出身であるF1ドライバーのデビッド・クルサード、WRC参戦の経験もあるMotoGPを代表する選手、バレンティーノ・ロッシなどラリー以外の多くのモータースポーツ関係者からも追悼の言葉が寄せられ、異口同音にマクレーの生前の活躍を賞賛し、早すぎる死を惜しんだ。国際自動車連盟 (FIA) も、9月16日付けで声明を出している。また公式ページの追悼メッセージ欄には5万件を超える書き込みが寄せられた。
葬儀はマクレー家の身内のみで静かに営まれた。9月30日夕方にはラナークの聖ニコラス教会で関係者を招いた追悼式が行われ、続いて追悼パレードがラナークのメインストリートで行われた。沿道にはラナークの人口（約8500人）を超える2万人近いファンが詰め掛け、通りには100台を超えるスバル・インプレッサが配置された。一連の式典にはマーチ卿ことチャールズ・ゴードン＝レノックス伯爵（グッドウッド・フェスティバル・オブ・スピードの主催者）、工藤一郎（スバルテクニカインターナショナル (STI) 社長）、デビッド・リチャーズ（プロドライブ創設者）、マルコム・ウィルソン（Mスポーツ代表）夫妻と息子のマシュー、ギィ・フレクラン（シトロエン・ラリーチーム代表）、アンドリュー・コーワン（元三菱・ラリーアート監督）、デレック・リンガーとニッキー・グリスト（それぞれコリンのコ・ドライバーを勤めた）、アリ・バタネンとマーカス・グロンホルム、ディディエ・オリオールら歴代WRC世界王者、パニエラ・ワルフリッドソン（ペター・ソルベルグの妻で元ラリードライバー、都合により出られなくなったペターの代理として出席）、デイモン・ヒル（元F1ドライバー、1996年世界王者、ブリティッシュ・レーシング・ドライバーズ・クラブ会長）、ダリオ・フランキッティ（IRL2007年王者、スコットランド出身）などイギリス国内外の多くのモータースポーツ関係者が姿を見せ、また日本GPに参戦していたデビッド・クルサードは日本からビデオでメッセージを寄せた。
追悼式の中で、2006年までスバルのラリー活動の陣頭指揮に当たり、長年マクレーと共に戦ってきたプロドライブのデヴィッド・ラップワースは「彼は、ファンにとってはアイルトン・セナやバレンティーノ・ロッシに匹敵する正真正銘のモータースポーツのヒーローである」と述べた。
翌年8月30日、故郷ラナークからプロドライブのあるバンブリーまでを、スバル車による50 kmの長さに及ぶ車列でパレード行進した。翌8月31日、1000台以上のスバル車で「Colin McRae」の文字と青地に斜め白十字のスコットランド旗が作られた。

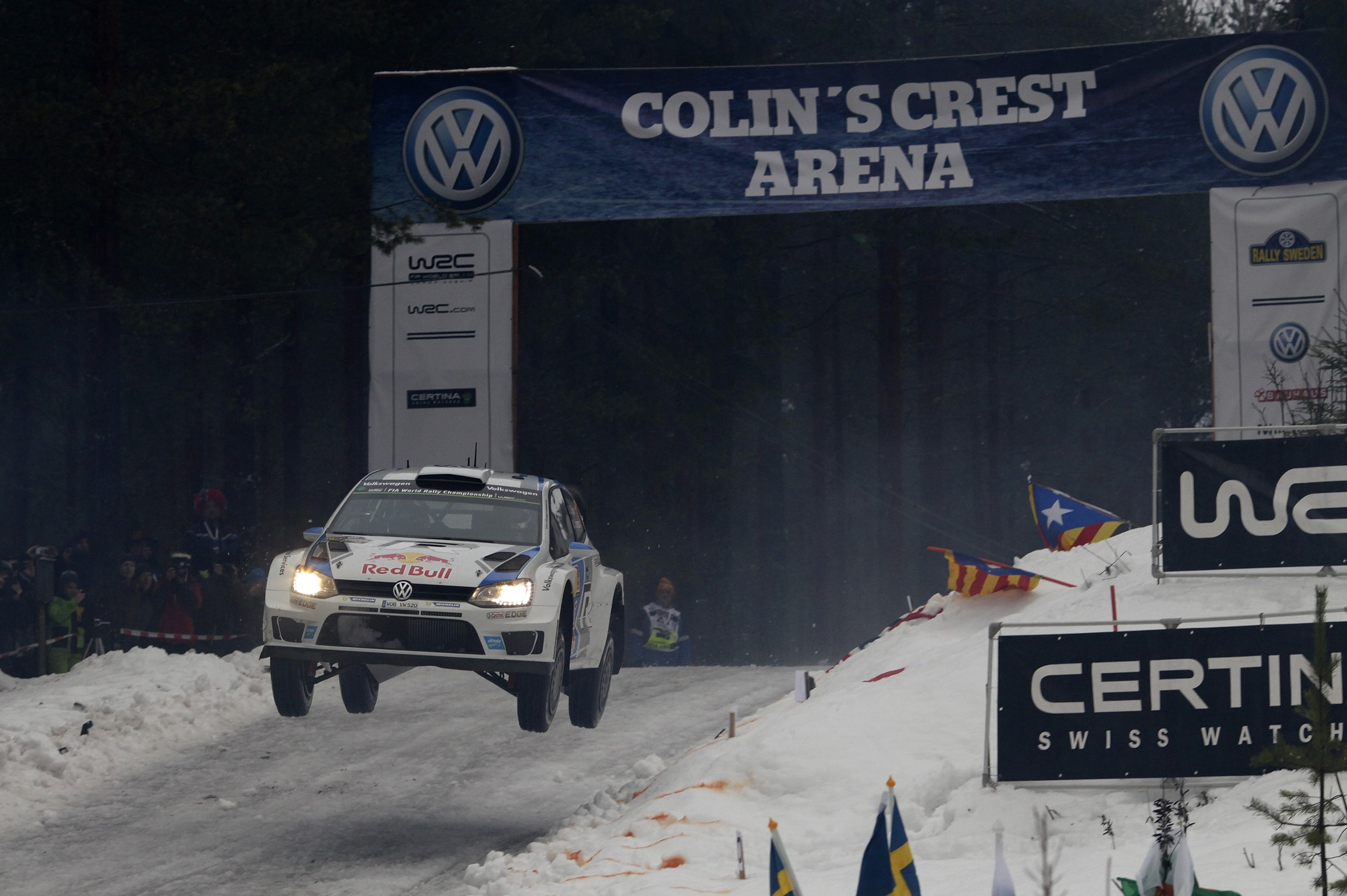
コリンズ・クレスト

2008年のアクロポリス・ラリーでは「Colin McRae Trophy」が設けられ、最も早い平均速度を出したジジ・ガリに賞が授与された。また、ラリー・スウェーデンではマクレーが豪快なジャンプを見せたクレスト（起伏）で最長飛距離を記録した者に「コリンズ・クレスト・アウォード (Colin's Crest Award) 」が贈られることになり、毎年多くの観客を集める人気ステージとなっている。これまでの最長記録はアイビン・ブリニルドセンが2016年に記録した45 m。

## ドライビングスタイル

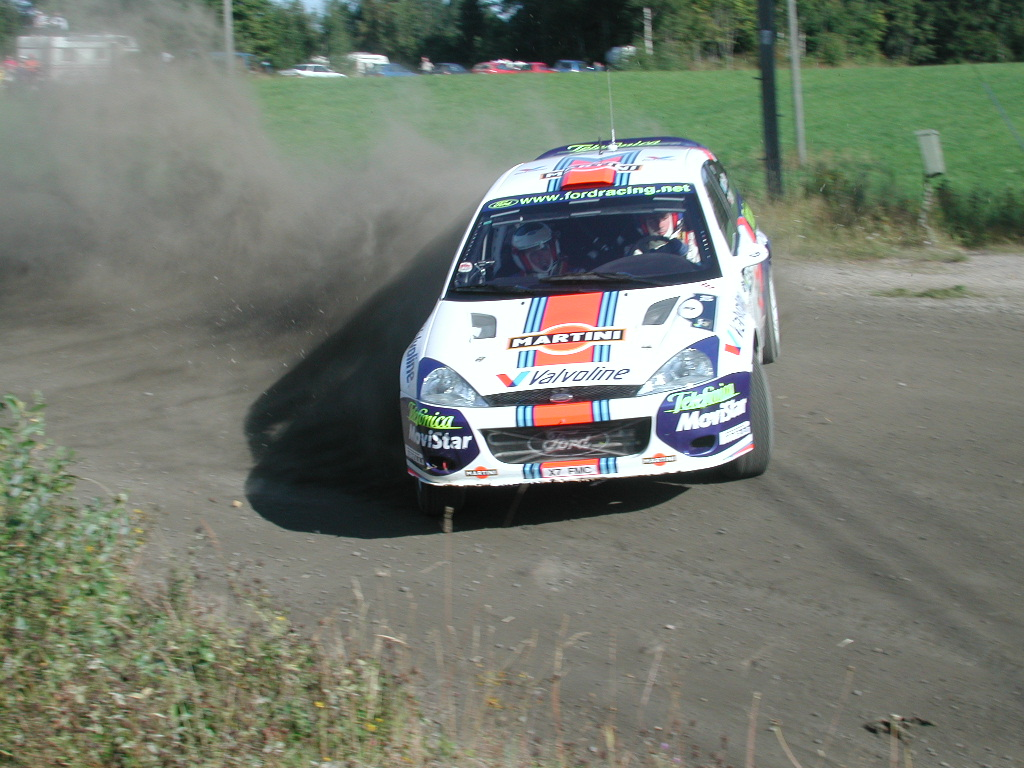
フォード・フォーカスWRCをドライブするマクレー（2001年フィンランド）

マクレーといえば豪快なドリフトが代名詞であった。コーナー直前からドリフトを開始し、コーナーの道幅を大きく使いほぼ横向きになりながらコーナーを通過し抜けていくのが彼のスタイルであった。彼は自動車番組『トップ・ギア』の中で、フォード・フォーカスWRCを用いてサーキットを走ったところ、コーナーで軽くドリフトを見せるなど「らしさ」を見せ付けた。
しかしながら、ドリフト走行は見栄えこそ良いものの、コーナリングにおいては無駄の多い走り方である。グラベルにおいては（ある程度の）ドリフトは有効であると言われているが、セバスチャン・ローブやペター・ソルベルグに代表されるグリップ走行重視のドライバーの成績を見た限りでは、コリンのような過度のドリフト走行のスタイルは時代遅れとなってしまった感もあり、本人がテストを嫌っていたのもあって、晩年のWRCにおける成績の低迷に繋がったと見られる。
「アクセルでも何でもペダルは床まで踏む」はマクレーの決まり文句であり、彼の走りを象徴する言葉である。
マクレーの特筆すべき点として、さまざまなモータースポーツに精通しているということがある。ラリーに出場する以前にはバイクとも親しんだことがあり、そのライディングもなかなかのもので、WGP（現MotoGP）の取材歴があるカメラマンをして「なぜコリンはWGPで走らないんだ?」と言わしめた。また、WRCとF1のジョイントイベントでも、F1マシンを駆り好タイムをたたき出した（ちなみにライバルのマキネンはフェラーリをスピンさせた）。F1ドライバーのジャック・ヴィルヌーヴは「マクレーはさまざまなモータースポーツで活躍しうる才能を持つ」と彼を評した。

## エピソード
- かつては素朴な人柄ゆえ、スピーチひとつできなかったほど。スバル時代、首脳陣を交えたパーティーでアリ・バタネンが朗々とスピーチをするのに対し、マクレーは何も喋れなかったという。若い頃はスコットランド訛りも強く、イギリス人以外の記者はイギリスの記者に通訳を頼んだほど。
- ジミー・マクレーを筆頭にマクレー家の人間は何らかの形でラリーやモータースポーツに関わっているが、三男だけは例外で地元でサンドイッチ屋を営んでいる。
- スバル初期の同僚バタネンもコリンに負けず劣らずのクラッシャーとして知られるため、隠喩を込めて「師弟コンビ」と呼ばれることも。
  - 毎度のごとくクラッシュしたコリンに対し、プロドライブのリーダー、デビッド・リチャーズはこう言った。「とりあえず問題ない。スペアボディならいくらでもある」
  - スバル時代、あまりにクラッシュを繰り返しチーム首脳陣から叱責されたコリンを擁護し、励ましたのはSTIの創設者、久世隆一郎であった。1998年シーズン最終戦、タイトルをかけて挑んだラリー・グレートブリテンにおいて、ターボトラブルでタイトルを逃したマクレーは、涙を流した。クラッシュリタイヤしても、平然と翌日のラリーを見に来るというような行動を繰り返していたマクレーは「神経の無い男」と評されていたが、実は、リタイヤした後には、必ずチームに「sorry」という言葉を送るという繊細な一面も持っていた。
  - 元STI社長の山田剛正は、コリン急逝の訃報を聞いて驚いた理由を「少々不謹慎ですが、彼を知っている人間なら誰もがそう思うとおり、殺そうと思っても殺せそうもない代表格のようなタフな人間がコリンでしたから」と説明している[7]。
  - ピエロ・リアッティによるとテスト嫌いであり、テストを切り上げるためにわざとエンジンを壊すこともあったという。[12]
- コ・ドライバー（ナビ）、ニッキー・グリストとのコンビはWRCにおける名コンビのひとつとして知られるが、コリンは自分のミスをグリストに責任転嫁することが多く、そのためかシトロエン時代以降はコンビを解消していた。2005年のWRCスポット参戦以降はコンビを復活させた。
- 2003年、最終戦ラリー・グレートブリテン最終SS。生中継のカメラの前でコリンはパンクを修理し、その様子を長年のライバルで、同ラリーをもって引退するトミ・マキネンが見守るというシーンが生まれた。
- 同じイギリス出身のリチャード・バーンズをことあるたびに話のネタにしていたが、決して本心から彼を馬鹿にしていたわけではない。コリンはコリンなりにリチャードの実力を認めており、ライバルとして意識し、イギリス人ドライバーとしての連帯感も持ち、友人としても交流があった[23]。コリンはリチャードの死に対し「ラリー界にとても大きな穴を開けてしまった」と悲しみをあらわにしている。
- ピエロ・リアッティによると、ラリー中でも酒場でメカニックたちと酒を飲み、酒場のベンチで酔いつぶれていたという。[12]
- 2005年のダカール・ラリーでナビを勤めていたのは、WRC参戦の経験もあるドイツツーリングカー選手権（DTM）のドライバー、マティアス・エクストロームの夫人で、WRCではナビとしても知られるティナ・トルナー。コリンの大ファンで、彼のナビになることは長年の夢であった。しかし彼女も、コリンのクラッシュ癖の犠牲となり負傷した。
- マクレーの事故死の翌日、デヴィッド・リチャーズの乗ったヘリコプターもメカニカルトラブルが原因でロンドン近郊に不時着した。幸いリチャーズと同乗していた夫人は無事だったが、2日続けてWRC関係者が巻き込まれたヘリコプター事故が発生したことに関係者は深い衝撃を受けた。
- クリス・ミークはラリーを始めた頃マクレーに才能を認められ、活動資金の援助など公私共に面倒を見てもらった。苦労の末、2015年アルゼンチンでWRC初優勝したミークは涙ぐみながら「もっともお世話になった人はここにはもういない…この勝利をコリン・マクレーに捧げる」とコメントした[24]。
- 2022年にカッレ・ロバンペラがマクレーの史上最年少WRC王者記録を27年ぶりに更新した際、マクレーの家族は、マクレーが王者となった時履いていたドライビングシューズをロバンペラにプレゼントしている[25]

## ゲーム作品
自分の名前を冠したラリーゲーム「コリン・マクレー・ラリー」シリーズは人気の高い作品。この作品のライセンス料はコリンの年収のかなりの割合を占めていた。この作品によって、ラリーファン以外にもコリン・マクレーの名前は知られていた。このゲームの存在のため、プレイステーション2で発売されたWRC公認のラリーゲーム「WRC」ではコリンの名前等が一切使えず、スコットランド国籍の「Ford Driver」というキャラクターが登場した。2003年に発売された続編の「WRC2」に至っては存在すらもない。コリンの死に際し、「コリン・マクレー・ラリー」シリーズの開発・販売を手がけたゲームメーカーCodemastersは哀悼の意を表した。また、発売間近だったMac OSのラリーゲーム「Colin McRae Rally Mac（コリン・マクレー・ラリー2005の移植版）」について発売元のFeral Interactiveは急遽延期を決めた。

## 戦績

### 世界ラリー選手権での優勝
| 年     | ラリー             | 開催国           | コ・ドライバー     | 車                     |
| ------ | ------------------ | ---------------- | ------------------ | ---------------------- |
| 1993年 | Rally New Zealand  | ニュージーランド | デレック・リンガー | Subaru Legacy          |
| 1994年 | Rally New Zealand  | ニュージーランド | デレック・リンガー | Subaru Impreza 555     |
| 1994年 | RAC Rally          | イギリス         | デレック・リンガー | Subaru Impreza 555     |
| 1995年 | Rally New Zealand  | ニュージーランド | デレック・リンガー | Subaru Impreza 555     |
| 1995年 | RAC Rally          | イギリス         | デレック・リンガー | Subaru Impreza 555     |
| 1996年 | Acropolis Rally    | ギリシア         | デレック・リンガー | Subaru Impreza 555     |
| 1996年 | Sanremo Rally      | イタリア         | デレック・リンガー | Subaru Impreza 555     |
| 1996年 | Rally of Catalunya | スペイン         | デレック・リンガー | Subaru Impreza 555     |
| 1997年 | Safari Rally       | ケニア           | ニッキー・グリスト | Subaru Impreza WRC 97  |
| 1997年 | Rally of Corsica   | フランス         | ニッキー・グリスト | Subaru Impreza WRC 97  |
| 1997年 | Sanremo Rally      | イタリア         | ニッキー・グリスト | Subaru Impreza WRC 97  |
| 1997年 | Rally of Australia | オーストラリア   | ニッキー・グリスト | Subaru Impreza WRC 97  |
| 1997年 | RAC Rally          | イギリス         | ニッキー・グリスト | Subaru Impreza WRC 97  |
| 1998年 | Rally of Portugal  | ポルトガル       | ニッキー・グリスト | Subaru Impreza WRC 98  |
| 1998年 | Rally of Corscia   | フランス         | ニッキー・グリスト | Subaru Impreza WRC 98  |
| 1998年 | Acropolis Rally    | ギリシア         | ニッキー・グリスト | Subaru Impreza WRC 98  |
| 1999年 | Safari Rally       | ケニア           | ニッキー・グリスト | Ford Focus RS WRC 99   |
| 1999年 | Rally of Portugal  | ポルトガル       | ニッキー・グリスト | Ford Focus RS WRC 99   |
| 2000年 | Rally of Catalunya | スペイン         | ニッキー・グリスト | Ford Focus RS WRC 2000 |
| 2000年 | Acropolis Rally    | ギリシア         | ニッキー・グリスト | Ford Focus RS WRC 2000 |
| 2001年 | Rally of Argentina | アルゼンチン     | ニッキー・グリスト | Ford Focus RS WRC 01   |
| 2001年 | Rally of Cyprus    | キプロス         | ニッキー・グリスト | Ford Focus RS WRC 01   |
| 2001年 | Acropolis Rally    | ギリシア         | ニッキー・グリスト | Ford Focus RS WRC 01   |
| 2002年 | Acropolis Rally    | ギリシア         | ニッキー・グリスト | Ford Focus RS WRC 02   |
| 2002年 | Safari Rally       | ケニア           | ニッキー・グリスト | Ford Focus RS WRC 02   |

### ル・マン24時間レース
| 年     | チーム                   | コ・ドライバー                        | 使用車両                     | クラス | 周回 | 総合順位 | クラス順位 |
| ------ | ------------------------ | ------------------------------------- | ---------------------------- | ------ | ---- | -------- | ---------- |
| 2004年 | プロドライブ・レーシング | - ダレン・ターナー - リカルド・リデル | フェラーリ・550-GTS マラネロ | GTS    | 329  | 9位      | 3位        |